# Wolf-Henning Scheider

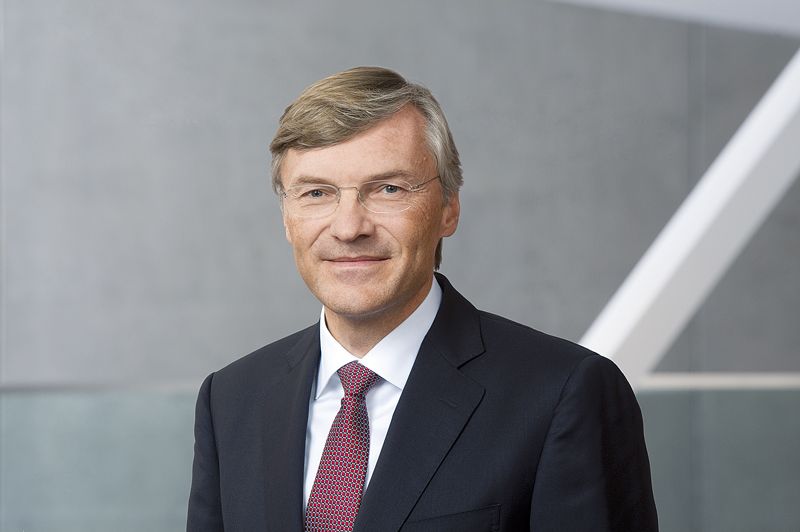
Wolf-Henning Scheider (2014)

Wolf-Henning Scheider (* 6. Mai 1962 in Saarbrücken) ist ein deutscher Manager. Er war vom 1. Februar 2018 bis 31. Dezember 2022 Vorstandsvorsitzender beim Autozulieferer ZF Friedrichshafen.

## Leben

### Studium
Scheider studierte Betriebswirtschaft an der Universität des Saarlandes und der RWTH Aachen und schloss das Studium 1987 ab.

### Robert Bosch GmbH 1989–2010
Nach dem Studium stieg Scheider bei der Robert Bosch GmbH mit einem Trainee-Programm ein. Von 1989 bis 2010 war er dort in verschiedenen Positionen tätig und zeitweise Geschäftsleiter für Elektrowerkzeuge („Power Tools“) in Frankreich, Vorstandsvorsitzender des Bereichs Vertrieb und Marketing im Geschäftsbereich „Car Multimedia“, Hildesheim, und Vorstandsvorsitzender des Geschäftsbereichs „Gasoline Systems“, Schwieberdingen. Von 2010 bis 2015 war er Geschäftsführer der Robert Bosch GmbH, ab Juli 2013 gleichzeitig Sprecher des Unternehmensbereichs Kraftfahrzeugtechnik.

### Mahle 2015–2018
Von April 2015 bis Januar 2018 war Scheider in der Geschäftsführung des Mahle-Konzerns, deren Vorsitz er im Juli 2015 übernahm. Er löste dort Heinz Junker ab, der in den Aufsichtsrat wechselte.

### ZF AG 2018–2023
Von Februar 2018 bis Januar 2023 war Scheider Vorstandsvorsitzender der ZF Friedrichshafen AG. Dort trat er die Nachfolge des im Dezember zurückgetretenen Stefan Sommer an.
Das Handelsblatt berichtet 2021 über die strategische Aufstellung von ZF unter Scheiders Leitung. In einem Artikel zur strategischen Aufstellung von ZF sieht die Automotive News Europe ZF auf gutem Weg. Scheider habe zwei Jahre zuvor die Neuentwicklung von Technologien nur für Verbrennungsmotoren gestoppt und auf die E-Mobilität gesetzt. Scheider baute den ZF-Konzern immer weiter von den klassischen Produkten hin zu modernster Technologie mit Soft- und Hardware um.
Auf Einladung Scheiders besuchte Bundeskanzler Scholz im November 2022 das ZF Forum in Friedrichshafen, um sich über die Transformation hin zur Elektromobilität, Elektronik im Fahrzeug sowie dem Ausbau der Windkrafttechnologie zu informieren, und würdigte am Beispiel ZF die Chancen für Deutschland.
Das St. Galler Tagblatt berichtet über die positive wirtschaftliche Lage von ZF im April 2022 und erwähnt, dass Scheider seinen Rücktritt angekündigt hat.
ZF ist in der Zeit Scheiders zum drittgrößten Automobilzulieferer der Welt nach der Robert Bosch GmbH und der japanischen Denso aufgerückt.

### Partners Group 2023-…
Mit Vertragsende verließ Scheider ZF zum Jahresende 2022 und wechselte zum Schweizer Finanzinvestor Partners Group.

## Kritik
Nach Beendigung des Arbeitsverhältnisses Scheiders bei ZF Friedrichshafen veröffentlichte der Südkurier einen Artikel zu Scheiders ruppigem und patriarchalischem Führungsstil. Bereits im Juli 2019 war dies erstmals öffentlich ein Thema geworden, als er dem in der Mannschaft beliebten Werksleiter Dirk Hanenberg nach einer aus dem Ruder gelaufenen Fertigungsbesichtigung spontan kündigte. Kritisiert wurde außerdem der Anstieg des Schuldenstandes von 5 Mrd. auf 12,5 Mrd. Euro während Scheiders Amtsführung.
Das Managermagazin analysiert im 26. April 2023 in einem Artikel über einen drohenden Stellenabbau das Wirken Scheiders als Verlorene Zeit und zitieren aus Führungskreisen Scheiders Führung …Der hat unheimlich narzisstischen Druck ausgeübt.